# Куйбышевское водохранилище
Ку́йбышевское водохрани́лище — водохранилище на реке Волге, крупнейшее в Евразии и третье в мире по площади, после Вольты и Смолвуда. Создано в 1955—1957 годах в результате завершения строительства плотины Волжской ГЭС имени В. И. Ленина (ныне Жигулёвская ГЭС), перегородившей долину реки у города Ставрополя-на-Волге (ныне Тольятти). Название дано по городу Куйбышеву (ныне Самара), расположенному по течению ниже. Нижнюю часть водохранилища часто называют Жигулёвским морем.
Длина водохранилища по Волге — 510 км, наибольшая ширина — 40—44 км в устье Камы (ещё одно очень широкое место — 27 км — чуть выше Ульяновска), площадь водного зеркала — 6450 км² (среди речных — второе место в мире; 50,7 % площади находится в границах Татарстана), полный объём воды — 58 км³, полезный объём — 34 км³. Подпор уровня воды у плотины — 29 м, он распространяется по Волге до города Новочебоксарска, по Каме — до устья Вятки. Крупные заливы водохранилище образует по долинам Камы, Свияги, Большого Черемшана и других рек.
Основное назначение водохранилища — выработка электроэнергии, улучшение судоходства, водоснабжение, ирригация. Кроме того, оно используется для рыболовства.
Водохранилище сильно изменило режим стока Волги как выше, так и ниже плотины: сток в половодье существенно уменьшился, а в межень — возрос. Колебания уровней воды сейчас у города Казани составляют 5—6 м, в то время как до создания водохранилища они достигали 10—11 м. По сравнению с незарегулированной Волгой водохранилище стало на 3—5 дней раньше замерзать и позже освобождаться ото льда. Существенно изменился микроклимат в зоне 3—6 км около водохранилища, перестроились процессы на дне и в береговой полосе, начались абразия и размыв берегов, активизировались оползни. Очень изменились условия произрастания прибрежной и водной растительности, обитания птиц и рыб.
Крупные города на берегах водохранилища — Казань, Тольятти, Ульяновск, Новочебоксарск, Димитровград, Зеленодольск. На восточном обрывистом берегу залива Жигулёвская труба находится археологический памятник «Жигули I» (грунтовый могильник золотоордынского времени).

## История создания
Первые сведения о проектах использования водных ресурсов Средней Волги относятся ещё к XVIII веку. Предлагалось прорыть канал для соединения рек Усы и Волги в её нижнем течении, что позволило бы сократить путь судов в районе Самарской Луки в 6 раз.
В конце XIX века появились эффективные гидравлические двигатели и электрические генераторы, что вызвало новый интерес к возможностям использования водных ресурсов. Первый проект использования Волги для получения электроэнергии появился в 1910 году, когда самарский инженер К. В. Богоявленский начал работу по проекту строительства гидроэлектростанции и плотины у Самарской Луки для обеспечения индустриального развития региона при помощи дешёвой энергии.
Руководство Самарской губернии сформировало в апреле 1919 года «Комиссию по электрификации р. Волги в районе Самарской Луки» во главе с К. В. Богоявленским. Комиссией был обследован водораздел между Усой и Волгой у Переволок и пойма Волги от Ставрополя-Волжского (старое название города Тольятти) до Самары, в местах, где было возможно строительство гидротехнических сооружений. Результаты были отправлены в Центральный электротехнический совет, однако ЦЭС и Управление по сооружению водного хозяйства ВСНХ выдали заключение о непригодности применения энергии равнинных рек, поскольку при сооружении плотин затапливаются обширные пойменные территории.
В 1928 году К. В. Богоявленский опубликовал брошюру: «Волжская районная гидроэлектрическая станция. (К вопросу о Волгострое)». В работе подробно излагался просчитанный с технической и экономической точки зрения проект комплекса из двух мощных гидроузлов — в основном русле Волги и в Переволоках. В районе «Жигулёвских ворот» предполагалось возведение плотины длиной 2800 м, с глухим водосливом длиной 1280 м. Создание наивысшего подпора должно было производиться системой съёмных или подъёмных щитов. В районе плотины сооружалась гидроэлектростанция, на которой устанавливалось 8—9 гидроагрегатов с рабочей высотой турбин около 11 метров.
Ещё один проект гидроузла был составлен профессором, председателем ирригационной комиссии Госплана А. В. Чаплыгиным в 1928 году. Он предложил построить в верхней части Самарской Луки донную перемычку, позволяющую увеличить подпорный уровень на 3 метра. Тогда гидростанция у Переволок получит напор в 9,5 метров, что позволит установить её мощность в 210 тысяч кВт и среднегодовую выработку в 1,54 млн кВт·ч. Это позволило бы орошать 575 тысяч га сельскохозяйственных угодий, причём заметно дешевле, чем с помощью иных источников энергии.
В конце 1920-х годов острый дефицит электроэнергии в Средневолжском крае вынудил власти активизировать работу по поиску источников дешёвой энергии, и гидроэнергетика стала одним из основных вариантов для её получения. В 1929 году самарскую комиссию преобразовали в научно-исследовательское бюро по изысканиям «Волгострой». Волгостроем стал называться и сам план сооружения самарского гидроузла. Главным инженером бюро стал А. В. Чаплыгин. Перед бюро стояла задача разработать проект гидростанции у Самарской Луки, которая при напоре в 20 метров давала бы 8-9 млрд кВт·ч энергии.
В 1930 году бюро были опубликованы два новых варианта Жигулёвского гидроузла с величинами напора у плотины в 15 и 20 метров. По результатам бурения, показавшим сложность гидрогеологических условий в районе Жигулёвских ворот и необходимость значительных дополнительных исследований, Чаплыгин предложил строить плотину выше по реке, на песчаных отложениях в районе Ставрополя.
В июне 1931 года при секторе капитальных работ Госплана СССР было организовано постоянное совещание по проблеме Большой Волги. Как отправная точка в разработке масштабного плана по реконструкции Волги на всём её протяжении были выбраны наработки «Волгостроя». В период с 1931 по 1936 год разрабатывалось множество различных вариантов преобразования Волги, с этой целью проводились сотни заседаний и совещаний. В общей схеме «Большой Волги» постоянно менялось и количество входящих в неё гидроузлов, и их параметры. При этом во всех схемах присутствовал Самарский гидроузел, которому уделялось особое внимание, ведь он находился бы на пересечении водных и железнодорожных магистралей рядом со значительными сырьевыми ресурсами и давал бы огромное количество дешёвой энергии — до 9,2 млрд кВт·ч.
От идеи размещения створа плотины у Ставрополя проектировщики были вынуждены отказаться, в стране не имелось ни теоретических, ни экспериментальных данных для составления подобного проекта, не говоря уже о реальном опыте строительства таких крупных гидросооружений на мягких грунтах. Пришлось искать места, где плотина лежала бы на твёрдом основании. Исследовались участки у Молебного оврага, у Царевщины и Красной Глинки, схема предполагаемого гидроузла и его параметры продолжали изменяться. Постепенно изыскания сосредотачивались вокруг Жигулёвских ворот — места, где Волга прорезала массив Жигулёвских гор, отделив их от Сокольих гор, в наиболее узком месте между горами Серная на правом берегу и Тип-Тяв на левом.
В 1936 году экспертная комиссия Госплана СССР утвердила схему «Большой Волги», по которой основной упор был сделан на крупные гидроузлы, с максимальным подпорным уровнем, что обеспечивало максимальную выработку энергии и судоходные глубины, хотя при этом и затапливались большие площади и наносился значительный ущерб рыбному хозяйству. Схематический проект бюро «Большой Волги», составленный в том же году, предусматривал расположение ГЭС в Царёво-Курганском створе, где имелись скальные основания для размещения бетонных сооружений. На Волге должны были разместиться бетонная и земляная плотины, обеспечивающие напор в 31 метр, гидроэлектростанция и судоходные шлюзы. Бетонные сооружения располагались на известняках, земляные плотина — на песках. Предполагалось, что созданное водохранилище обеспечит судовой ход глубиной в 3-3,5 метра как вверх, так и вниз по Волге.
10 августа 1937 вышло в свет совместное Постановление СНК СССР и ЦК ВКП(б) № 1339 «О строительстве Куйбышевского гидроузла на реке Волге и гидроузлов на реке Каме». Было создано управление строительства Куйбышевского гидроузла (СКГУ), разработка проекта гидроузла также возлагалась на СКГУ, предполагалось, что технический проект будет представлен в СНК к 1 мая 1939 года. Однако на практике проектное задание долгое время значительно изменялось и корректировалось. Один из вариантов стал широко известен, когда на XVIII съезде ВКП(б) с докладом выступал первый секретарь Куйбышевского обкома ВКП(б) Игнатов, рассказавший о будущем гидроузле более подробно. По его словам, уровень Волги в верхнем бьефе должен был подняться на 32 метра, создав водохранилище площадью в 7,5 тыс. км². После заполнения водохранилища предполагалось обеспечить орошение на территории в 3 миллиона гектаров, чтобы получать с неё увеличенный урожай в 35 центнеров зерновых с каждого гектара. Однако постоянные изменения в проекте привели к тому, что проектное задание было утверждено лишь в середине лета 1939 года.
Предполагаемые объёмы водохранилища выросли с 30 до 53 млрд м³ с площадью зеркала в 6,4 тыс. м². Обновлённый проект гидроузла предполагал ежегодную выработку 15 млрд кВт⋅ч электроэнергии, создание глубоководного пути по Волге вверх на 600 км до Чебоксар, а также по Каме вверх на 200 км от устья, улучшение фарватера ниже плотины с гарантированными глубинами в 3 метра, ирригация посевных площадей в Заволжье объёмом в 2,3 млн гектар.
11 октября 1940 года вышел приказ НКВД о приостановлении строительства Куйбышевского гидроузла. Среди причин такого решения специалистами указывается и высокая стоимость цементационных работ по устройству противофильтрационной завесы в аллювиальных отложениях в русле Волги и трещиноватых известняках и доломитах основания под сооружением гидроузла, и неучтённые в проекте и подпадающие под затопление нефтедобывающие скважины на Самарской Луке, и долгосрочность проекта, чрезмерная в условиях идущей мировой войны.
К планам строительства гидроэлектростанции у Жигулей вернулись вскоре после окончания Великой Отечественной войны. В 1949 году возобновились проектно-изыскательские работы, проводимые институтом «Гидропроект». Оптимальным вариантом размещения гидроузла была признана левобережная пойма и русло рукава Волги — Телячьей Воложки, где располагались залежи плотных глин, способные выдерживать значительные нагрузки.
21 августа 1951 года вышло постановление Правительства СССР «О строительстве Куйбышевской гидроэлектростанции на реке Волге», давшее официальный старт строительству.
Строившаяся Куйбышевская ГЭС на то время была крупнейшей в мире, также как и создаваемое водохранилище. При уровне воды при плотине на 28 метров на равнинной Волге возникала значительная зона затопления, захватывающая всю Волго-Камскую пойму. Были проведены масштабные работы по подготовке ложа будущего водохранилища, включающие переселение множества населённых пунктов, их инженерную защиту, переустройство железнодорожных и автомобильных дорог, лесосводку и лесоочистку и так далее.
Основные строительно-монтажные работы развернулись в 1953—1955 годах. Летом 1955 года начались работы по перекрытию реки, которые закончились 31 октября перекрытием Волги, началось наполнение водохранилища. 29 декабря 1955 года уровень воды в искусственном море позволил запустить первый гидроагрегат Куйбышевской ГЭС. В мае 1957 уровень водохранилища вышел на проектную отметку. 14 октября 1957 был пущен последний, двадцатый гидроагрегат, и 10 августа 1958 года правительственная комиссия утвердила акт о приёмке Куйбышевской ГЭС в постоянную эксплуатацию.

## Физико-географические характеристики
Куйбышевское водохранилище расположено в центральной части Среднего Поволжья на рубеже лесостепной провинции Приволжской возвышенности и Низменного Заволжья. Вытянуто в меридианном направлении, на северо-западе сопряжено с Чебоксарским водохранилищем, на северо-востоке — с Нижнекамским, на юге — с Саратовским. Большая часть площади водохранилища приходится на Татарстан (50,7 %), на Ульяновскую область приходится 30,9 %, а Самарскую — 14 %, остальное приходится на республики Марий-Эл и Чувашию. В береговой зоне расположено 26 муниципальных районов, 55 городов и посёлков городского типа и более 1900 сельских населённых пунктов.
Куйбышевское водохранилище осуществляет сезонное, недельное и суточное регулирование стока Волги, являясь основным регулятором сезонного стока для Средней и Нижней Волги.
Водохранилище широко используется в народном хозяйстве, для нужд энергетики (собственно Жигулёвская ГЭС), речного транспорта, сельскохозяйственной ирригации, рыбоводства, коммунального и промышленного водоснабжения, рекреационных и туристических целей, а также как приёмник сточных вод.

## Палеонтология
В 1926 году в переотложенных наносах песчаной косы Тунгуз на месте будущего водохранилища обнаружен ископаемый зуб акулы, определённый как зуб Ptychodus latissimus paucisulcata.

## Рыбные ресурсы
В результате многочисленных ихтиологических исследований Средней Волги удалось выявить следующее. Ранее в Волге в районе Куйбышевского водохранилища обитало 49 видов рыб. После строительства Куйбышевской ГЭС за счёт выпадения проходных видов их общее число снизилось до 39—40. И хотя некоторые из них всё ещё единично встречаются, ни промыслового, ни экологического влияния они уже не имеют. В дальнейшем с севера в водохранилище мигрировали снеток и ряпушка, с юга — тюлька, бычок-кругляк, звёздчатая пуголовка и игла-рыба. Предпринимались многочисленные попытки искусственного заселения баунтовским сигом, пелядью, белым амуром и толстолобиком. В итоге число видов несколько увеличилось: теперь в самом водохранилище насчитывается 42 вида и не менее 9 видов сохранилось только в притоках. Однако стоит заметить, что из фауны выпали ценные виды из проходных осетровых, сельдевых и лососёвых, в то время как из вселенцев некоторое промысловое значение имеют лишь тюлька и амурские виды, которые поддерживают за счёт искусственного воспроизводства.
В целом сейчас рыб, постоянно обитающих в водохранилище, учёные делят по 6 фаунистическим комплексам:
- бореально-равнинный (щука, плотва, елец, язь, голавль, линь, пескарь, золотой и серебристый караси, окунь, ёрш, щиповка);
- пресноводный амфибореальный (сазан, судак, бёрш, стерлядь, вьюн, сом);
- понтический пресноводный (лещ, синец, белоглазка, уклея, густера, краснопёрка, чехонь, подуст, жерех);
- арктический пресноводный (корюшка, ряпушка, пелядь, налим);
- понтический морской (тюлька, звёздчатая пуголовка, бычок-кругляк, игла-рыба);
- китайский равнинный (белый амур, белый и пёстрый толстолобики, головёшка-ротан).

В целом процесс стабилизации рыбной системы водохранилища проходил в несколько этапов со времени заполнения, и экосистема стабилизировалась лишь к началу 1980-х, когда была отчётливо заметна тенденция к улучшению качества вод водохранилища. Однако уже с середины 1980-х на водохранилище усиливается антропогенное давление, накапливаются поллютанты, увеличивается содержание биогенов и органики, кислотность воды сдвигается в сторону увеличения pH. Растёт содержание пестицидов и тяжёлых металлов, растёт фитопланктон при одновременном уменьшении зоопланктона, что приводит к активному цветению воды.
Тяжёлых металлов накапливается такое количество, что они начинают обнаруживаться в рыбах. Так, у основных промысловых рыб водохранилища уже в конце 1980-х фиксировалось превышение содержания цинка (до 2 ПДК), свинца (до 2,6 ПДК), хрома (до 2 ПДК). На участках повышенного техногенного воздействия в лещах отмечалось до 9 ПДК свинца и 6 ПДК хрома. Накопление пестицидов и солей тяжёлых металлов привело к повышению заболеваемости рыб, ухудшению их роста и других биологических показателей. По всей видимости, некоторые патологии вышли на уровень генома, что привело к снижению уровня воспроизводства и ухудшению качественного состава популяций. Из положительных тенденций отмечено повышение воспроизводительной способности и показателей роста леща в верховьях водохранилища, хотя они и ниже речного периода.
Суммарное воздействие всех видов загрязнений водохранилища, их кумулятивное и синергетическое воздействие на рыб пока оценить очень сложно. Одним из основных показателей гомеостаза являются морфологические аберрации, которые часто могут быть результатом наследственных заболеваний, вызванных хроническими воздействием поллютантов на генофонд рыбной популяции. Исследования личинок карповых рыб из водохранилища позволило обнаружить у них многочисленные морфологические нарушения. В 1996 году в районе сброса условно чистых вод Автозаводского района Тольятти уродства отмечались у 49,4 % личинок рыб. Насколько мутагенность возросла, определить пока не представляется возможным, однако имеются сведения, что в 1937 году встречаемость морфологических уродств у личинок рыб Волго-Ахтубинской поймы не превышала 6 %.
В целом, ихтиологи делают вывод, что появление водохранилища имело для рыбных ресурсов только одну положительную сторону: исчезли зимние заморы, которые в речных условиях наносили сильный ущерб осетровым (впрочем, осетровые также почти исчезли).

## Обмеление в мае 2019 года
В апреле-мае 2019 года в Куйбышевском водохранилище произошло снижение уровня воды до отметки 49,86 м над уровнем моря (при этом согласно правилам, минимальный уровень воды в водохранилище у плотины гидроузла в период половодья должен быть не ниже отметки 49,0 м). В Татарстане река ушла на 3 км от берега, в Тольятти вода ушла на 500 метров. Критическая ситуация сложилась на Казанке и Свияге. По мнению Росводресурсов, согласно указаниям которого велась сработка водохранилища, это произошло из-за низкого притока воды в Волгу, в результате предусмотренный правилами ежегодный повышенный пропуск воды для обводнения Волго-Ахтубинской поймы производился за счёт запасов воды Куйбышевского водохранилища. Прокуратура также указала на бесконтрольную добычу песка. С 12 мая 2019 года водохранилище начало наполняться, по состоянию на 20 июня 2019 года уровень водохранилища находился на отметке 52,55 м, что на 0,45 м ниже отметки нормального подпорного уровня.
Институт экологии Волжского бассейна РАН назвал причиной обмеления возможную ошибку в расчётах. Из-за чего рыбе негде стало метать икру, погибли другие микроорганизмы, которые жили в воде и поддерживали экосистему (планктон, бентос). Также институт назвал причины экологического загрязнения Куйбышевского водохранилища. В основном загрязнение реки идёт за счёт диффузных (неконтролируемых) стоков. Это всевозможные смывы с полей после дождя, химикатов и удобрений, автолюбители, которые моют свои машины в реке, маленькие свалки вдоль берега рядом с сёлами и дачами, мусор и токсичные вещества с которых попадают в воду. Выгребные ямы туалетов, содержимое которых просачивается до грунтовых вод. Главной причиной цветения водохранилища называют размножение в нём сине-зелёных водорослей из-за слива в Волгу не до конца очищенных стоков преимущественно от производства мыльных порошков с фосфором.

## Притоки
(указано расстояние от устья)
- 1474 км: без названия, у г. Жигулёвска (пр)
- 1489 км: Уса (пр)
Усинский залив
  - 45 км: Муранка
  - 49 км: Тишерек
- Тайдаково (пр)
- 1502 км: Маза (пр)
- 1536 км: Бекетовский (пр)
- 1541 км: Елаурка (пр)
- 1551 км: Большой Черемшан (лв)
Черемшанский залив
  - 25 км: Бирля
  - 31 км: Ерыкла
  - 38 км: Сосновка
  - 49 км: Ерыкла
  - 52 км: Мелекесс
- 1569 км: Сенгилейка (пр)
- 1570 км: Тушенка (пр)
- 1585 км: Калмаюр (лв)
- Арбуга (пр)
- 1593 км: Атца (пр)
- 1657 км: Урень (лв)
- 1669 км: Майна (лв)
  - 16 км: Майнский залив: Красная
- 1685 км: Утка (лв)
- 1732 км: Мордовская (пр)
- 1735 км: Ишимовская (пр)
- 1741 км: Бездна (лв)
- 1744 км: Карамалка (пр)
- 1787 км: Мордовка (пр)
- 1804 км: Кама (лв)
Камский залив
  - 8,6 км: Актай (лв)
  - 11 км: Мёша (пр)
    - 17 км: Мёшинский залив: без названия, у с. Нармонка (пр)

  - 24 км: Брысса (пр)
  - 32 км: Шуранка (пр)
  - 45 км: Курлянка (лв)
  - 52 км: Ошняк (пр)
  - 55 км: Бетька (пр)
  - 59 км: Урайка (пр)
  - 67 км: Шентала (лв)
  - 68 км: Большая Бахта (лв)
  - 74 км: Суша (пр)
  - 90 км: Шумбут (пр)
  - 106 км: Берсут (пр)
  - 120,7 км: Шешма (лв)
  - 120,9 км: Заборная (пр)
  - 131 км: Омарка (пр)
  - 135 км: Пакшинка (лв)
  - 146,5 км: Вязовка (пр)
  - 146,8 км: Уратьма (лв)
- 1826 км: Казанка (лв)
- 1851 км: Свияга (пр)
Свияжский залив
  - Секерка (лв)
  - Сулица (пр)
- Сумка (лв)
- 1875 км: Илеть (лв)
- 1881 км: Аниш (пр)
- 1920 км: Малая Кокшага (лв)
- 1921 км: Большая Кокшага (лв)

## Комментарии
1. ↑  Александр Владимирович Чаплыгин (1883—1954) — гидроэнергетик, профессор. В 1930—1936 годах — начальник управления и главный инженер проекта Куйбышевского узла в Гидроэнергопроекте. Позднее работал в Госплане СССР, участвовал в разработке материалов по строительству Куйбышевской ГЭС. Принимал участие в работе комиссии СОПС по научной разработке проблем водного комплекса[16]
2. ↑  Позднее название перейдёт управлению НКВД, занимавшемуся строительством Рыбинского и Угличского гидроузлов в верховьях Волги. См. Волгострой.